# Landebaëron
Landebaëron é uma comuna francesa na região administrativa da Bretanha, no departamento Côtes-d'Armor. Estende-se por uma área de 6,54 km². Em 2010 a comuna tinha 196 habitantes (densidade: 30 hab./km²).